# George Shuckburgh-Evelyn
Sir George Augustus William Shuckburgh-Evelyn, 6. baronet, angleški politik, matematik in astronom, * 23. avgust 1751, † 11. avgust 1804.
1. 1 2  SNAC — 2010.
2. 1 2  Lundy D. R. The Peerage